# Anarco-comunismo

Bandiere nere e bandiere rosso-nere sono fin dal XIX secolo parte della simbologia del comunismo anarchico

L'anarco-comunismo, chiamato anche comunismo anarchico, anarchismo comunista o comunismo libertario, è una corrente dell'anarchismo che, contestualmente all'instaurazione d'una società egualitaria e priva d'ordinamento statale alcuno (cioè l'anarchia), promuove l'abolizione totale del mercato quale sistema economico per l'allocazione di beni e servizi tramite la socializzazione dei mezzi di produzione e distribuzione e la pianificazione orizzontale ed autogestionaria dell'economia.

## Teoria
Il comunismo anarchico riconosce nell'esperienza collettiva un elemento chiave nella ricerca della libertà individuale. Il comunismo anarchico, in contrasto con la base filosofica anarchica basata nell'individuo, colloca l'esperienza collettiva al di sopra di quella individuale.
Ammaestrati dall'esperienza degli inganni commessi dai reazionari di ogni tipo e in ogni tempo per mezzo delle parole libertà ed eguaglianza, abbiamo ritenuto opportuno mettere a fianco di questi due termini l'espressione del loro esatto valore. Queste due monete preziose sono state falsificate tanto sovente che noi vogliamo in via definitiva conoscerne e misurarne esattamente il valore.
Affianchiamo dunque a questi due termini, libertà ed eguaglianza, due equivalenti, il cui significato preciso non può dar luogo a equivoci e diciamo: “Vogliamo la libertà, cioè l'anarchia, e l'eguaglianza, cioè il comunismo”. L'anarchia, oggi, è l'attacco; è la guerra a ogni autorità, a ogni potere, a ogni Stato. Nella società futura, l'anarchia sarà la difesa, la barriera contro la restaurazione di qualsiasi autorità, di qualsiasi potere, di qualsiasi Stato: libertà piena e completa dell'individuo, che liberamente è spinto soltanto dai propri bisogni, gusti e simpatie, si unisce ad altri individui nel gruppo o nell'associazione; libero sviluppo dell'associazione che si federa con altre nel comune o nel quartiere; libero sviluppo dei comuni che si uniscono in federazione nella regione e così via, delle regioni nella nazione, delle nazioni nell'umanità.
Il comunismo, il problema che oggi ci interessa maggiormente, è il secondo termine del nostro ideale rivoluzionario. Il comunismo attualmente è ancora l'attacco; non è la distruzione dell'autorità, ma la presa di possesso in nome di tutta l'umanità di ogni ricchezza esistente sulla terra. Nella società futura il comunismo sarà il godimento di tutta la ricchezza esistente da parte di tutti gli uomini, secondo il principio: da ciascuno secondo le sue facoltà, a ciascuno secondo i suoi bisogni, vale a dire: da ciascuno e a ciascuno secondo la sua volontà»
(Carlo Cafiero Anarchia e Comunismo, 1880)
(Pëtr Alekseevič Kropotkin, La conquista del pane, 1892.)

### Associazione volontaria
Il comunismo anarchico pone molto l'accento, oltre che all'abolizione dello Stato, all'abolizione delle classi sociali, che nascono dalla disuguaglianza generata dalla ricchezza. Per questo motivo, gli anarco-comunisti propongono l'abolizione della proprietà privata (sotto tale definizione non rientrano i beni ed i possedimenti ad uso strettamente personale) e del denaro. Ogni individuo e gruppo sarebbe libero di contribuire alla produzione di beni e servizi e soddisfare le sue necessità basate sulle proprie libere decisioni. I mezzi di produzione e distribuzione sarebbero dunque in comune e la loro gestione sarebbe democraticamente esercitata dall'intera comunità, tramite l'istituzione di consigli operai.
L'abolizione del lavoro salariato è il perno centrale per l'anarco-comunismo. Con un'equa distribuzione della ricchezza basata sulla determinazione dei bisogni dagli stessi partecipanti, secondo questa teoria, la gente sarebbe maggiormente libera di entrare in qualsiasi attività lavorativa, scegliendo autonomamente in base alle proprie attitudini. Questo modello socioeconomico aiuterebbe le persone a realizzarsi, favorendo lo sviluppo delle loro piene capacità individuali ed evitando anche il presentarsi di gerarchie e stratificazioni sociali di sorta.

### Rifiuto della teoria del lavoro socialmente necessario, del denaro e del salariato
Gli anarco-comunisti ritengono che non ci sia alcuna formula universale per misurare e valutare inequivocabilmente il valore del contributo economico di ogni singola persona, essendo la ricchezza il prodotto del lavoro collettivo delle generazioni attuali e precedenti. Per esempio, non si può misurare il valore del contributo economico giornaliero di un operaio in una fabbrica senza tener conto di diversi fattori, come il trasporto, il cibo, l'acqua, l'abitazione, il riposo, l'efficienza dei macchinari e lo stato emozionale, che pure influiscono sulla produzione. Così, per poter assegnare un valore numerico a questo processo produttivo, si dovrebbero tener conto di un'immensità di fattori esterni – in particolare il lavoro passato e presente del resto dei lavoratori, così come le tecniche e gli strumenti creati nel passato che rendono possibili la realizzazione del lavoro presente e futuro. In questo senso, l'anarco-comunismo tende a rifiutare la teoria del lavoro socialmente necessario, originatosi in seno al pensiero liberale classico ed oggi difesa da molte correnti socialiste, comprese quelle di matrice marxista.
Gli anarco-comunisti ritengono che qualsiasi sistema economico basato sul lavoro salariato e la proprietà privata necessiti giocoforza di un apparato coercitivo in grado di mantenere costantemente effettivo il diritto di proprietà, ponendo dunque le relazioni lavorative, e non solo, su di un piano gerarchizzato e stratificato dalle differenze salariali e/o dal differente grado di possessione di proprietà. Inoltre, considerano l'economia di mercato ed il derivante sistema dei prezzi quali causa della divisione della società in classi. Secondo le teorie anarco-comuniste, inoltre, il denaro ristringerebbe drasticamente la capacità individuale di fruire liberamente dei prodotti del proprio lavoro a causa del sistema dei prezzi e del salario.
Proprio per la sua natura quantitativistica, il denaro è a dir poco visto come elemento di disturbo in un'economia autenticamente anti-capitalistica da parte dei fautori dell'anarco-comunismo, annullando questi l'aspetto qualificativo delle risorse e delle necessità dei singoli individui. Pertanto, anche la produzione andrebbe vista da un punto di vista qualitativo, con il consumo e la distribuzione determinata dalle necessità di ogni individuo, senza assegnare alcun valore numerico al lavoro, ai beni ed ai servizi prodotti da altri.
Allo stesso modo, si guarda ai mercati ed alla produzione mossa dal guadagno personale come uno spreco di risorse e lavoro. L'anarco-comunismo, dunque, propugna un sistema privo di moneta, dove, anziché di un'economia di mercato, ci sia un'economia del dono in cui beni e servizi siano prodotti e distribuiti dagli stessi lavoratori tramite strutture organizzative autogestite, dove tutti i membri della comunità abbiano la possibilità di fruire secondo le proprie necessità ed i propri desideri.

### Diritto all'uso, individuo e proprietà della comunità
L'anarco-comunismo, come ideologia collettivista e socialista antistatale, condivide diverse posizioni con l'anarchismo collettivista ma si differenzia per alcuni aspetti da questa teoria. L'anarchismo collettivista propone la proprietà collettiva nelle mani di associazioni con profitto individuale dei suoi membri, mentre l'anarchismo comunista nega completamente il concetto della proprietà di gruppo o individuale e accetta solo il concetto di uso, riservando la proprietà solo per la comunità. Secondo le teorie dell'anarco-comunismo, i beni del capitale non devono essere beni privati di nessun gruppo o persona, ma solo della comunità, in modo che possano essere lasciati liberi all'utilizzo per gli individui della comunità per i fini e le necessità che essi desiderano. Inoltre tali teorie sostengono che un bene di capitale, invece di essere qualcosa per la vendita o l'affitto, deve essere liberamente usato senza dare importanza al lavoro o allo status finanziario che esso tenga.
L'individuo sarebbe libero di creare qualcosa e trattenerlo finché la comunità non consideri che sia un elemento cruciale di produzione per la comunità o il pubblico in generale, cioè che non abbia a che vedere con la volontà o il desiderio di altri. Se la comunità ritenesse che alcune cose siano parte della produzione per la società, queste potrebbero essere considerate come cose di uso sociale e che debbano essere quindi messe alla responsabilità di chi ci lavora e di chi la consuma. Così, il comunismo anarchico può essere considerato un compromesso comunitario tra l'uso collettivo ed individuale.
Nell'attualità c'è chi considera il movimento del Free Software, del copyleft e del GNU come tipi di economia del dono – lavoro e comunanza dei beni volontario – che a sua volta potrebbe avere alcuni similitudini, nella teoria, con l'economia pianificata e partecipativa che propone il comunismo anarchico.

## Storia

### L'Internazionale di Saint-Imier
Il primo ad avanzare il termine di comunismo anarchico fu l'internazionalista francese François Dumartheray, in un opuscolo pubblicato a Ginevra nel febbraio del 1876 con il titolo Aux travailleurs manuels partisans de l'action polique, nel quale elaborava lo sviluppo delle idee comuniste da Babeuf fino alla Comune di Parigi, passando per Étienne Cabet ed il suo esperimento socialista di Icaria.
La proposta di Dumartheray fu assunta dalla sezione italiana dell'Internazionale antiautoritaria nel Congresso di Berna svoltosi nell'ottobre del 1876 e con l'arrivo in Svizzera dell'esiliato russo Kropotkin. Il primo confronto con la corrente anarco-collettivista si produsse nel Congresso di Verviers dell'Internazionale antiautoritaria svoltosi nel settembre del 1877, nel quale si accordò, con la proposta di James Guillaume, che ogni sezione della federazione decidesse quale delle due teorie adottare.
Mentre gli anarco-collettivisti difendevano il principio di "a ognuno secondo le sue capacità, a ognuno secondo il suo lavoro" (che significava che i mezzi di produzione erano di proprietà collettiva di quelli che avevano contribuito a crearli con il proprio lavoro), gli anarco-comunisti proponevano il principio "da ciascuno secondo le sue capacità, a ciascuno secondo i suoi bisogni" (che significava che i mezzi di produzione non erano di proprietà dei lavoratori, ma di tutta la società).
Gli italiani Carlo Cafiero, Errico Malatesta, Andrea Costa ed altri repubblicani ex-mazziniani non si espressero esplicitamente sulle divergenze con l'anarco-collettivismo fino alla morte di Bakunin, come segno di rispetto per la sua figura. Gli anarco-collettivisti volevano collettivizzare solo la proprietà dei mezzi di produzione, ma gli anarco-comunisti volevano estendere il concetto di proprietà collettiva anche al prodotto del lavoro.
Pertanto gli anarco-comunisti si distanziarono dalle teorie di Bakunin e Proudhon e proposero un modello di società dove gli individui potessero accedere ai beni secondo i propri bisogni senza considerare il lavoro che avessero compiuto.
Carlo Cafiero spiega nell'opera Anarchia e Comunismo che il prodotto del lavoro avrebbe portato alla crescita di disuguaglianze di capitale e quindi alla nuova creazione di classi sociali:
(Carlo Cafiero Anarchia e Comunismo, 1880)
Nella Conferenza di Firenze della sezione italiana dell'Internazionale del 1876 si stabilirono i principi dell'anarco-comunismo, cominciando con:

### Sindacati e insurrezione di massa
Tra il 1880 ed il 1890 alcuni settori dell'anarco-comunismo si opposero ad entrare nei sindacati perché ritenute organizzazioni riformiste. Altri si opposero del tutto alle organizzazioni e facero appello semplicemente alla distribuzione di propaganda nei settori del proletariato e dei contadini per provocare l'insurrezione e l'espropriazione di massa.
Nonostante ci fossero alcuni settori diffidenti del sindacalismo, a partire dalla decada del 1890 diversi anarco-comunisti, tra cui Kropotkin, entrarono nei sindacati libertari. In Spagna molti entrarono nel sindacato liberario Confederación Nacional del Trabajo, il quale già da prima della rivoluzione anarchica spagnola del 1936 fomentò e partecipò a diverse insurrezioni e scioperi proletari armati, tra cui l'insurrezione del gennaio e del dicembre 1933 che interessò gran parte del territorio spagnolo.

### Rapporto con il sistema sovietico
Molto presto alcuni comunisti libertari ripudiarono la rivoluzione d'ottobre, già il 25 dicembre 1917 alcuni russi che avevano partecipato alla rivoluzione bolscevica delusi dalle politiche del governo di Lenin si ritirano su un'isola del golfo di Finlandia fondandovi la Repubblica Sovietica di Naissaar, allo scopo di crearvi una "società comunista libertaria" non bolscevica. L'esperienza si concluse il 26 febbraio 1918 quando l'isola fu occupata dall'esercito tedesco nell'ambito della prima guerra mondiale. Durante l'anno 1918 anche altre esperienze libertarie furono tentate nel territorio russo, ma tutte effimere, perlopiù represse immediatamente dai bolscevichi. Fece eccezione quella in Ucraina di Machno, che durò diverso tempo. Questa critica si sviluppò perché il governo bolscevico aveva fin da subito mostrato, a opinione dei libertari, caratteristiche degenerate da demagogia e populismo, ad iniziare dal Decreto sulla terra l'8 novembre 1917, il quale invece di collettivizzarla sotto la forma che poi verrà presa da Stalin nei sovchoz venne invece distribuita in proprietà privata ai piccoli contadini (kombedy), dotandoli successivamente (11 giugno 1918) di libertà di associazione (soviet propri, quindi a difesa dei propri interessi particolari), tradendo l'impostazione marxista originaria. Proprio in relazione ai piccoli contadini Lenin affermò che 
La produzione in piccola scala ha fatto nascere il capitalismo e la borghesia, costantemente, ogni giorno, ogni ora, con una forza elementare, e in vaste proporzioni.
 Accusato dalla sinistra di aver compiuto un atto di demagogia populistica, Lenin rispose in un suo discorso: 
Noi dicemmo apertamente che [il decreto sulla terra] non rispondeva alla nostra visione, che non era il comunismo; tuttavia, noi non volevamo imporre ai contadini ciò che era consono non alla loro visione, ma solo al nostro programma.

Le indicazioni di Marx erano inequivocabili: 
Con il diritto alla proprietà privata si nega la vera libertà, la libertà positiva, poiché lasciamo che ogni iniziativa del singolo, volta a realizzare interessi esclusivamente privati, determini l'intera società e costruisca una realtà che in ultima analisi nessuno desidera poiché il risultato, la società che è nata e in cui gli uomini vivono, non è più in grado di soddisfare quei bisogni individuali dalla cui volontà di soddisfacimento la stessa società si è formata. La vera libertà si realizza invece quando gli individui cessano di pensare ai fini esclusivamente privati e si organizzano collettivamente per realizzare obiettivi comuni, che non significa operare contro il proprio interesse in nome di un fine collettivo. [...] La concorrenza tra i singoli e il rapporto di dipendenza tra proprietario e lavoratore domina l'intera società.
Malgrado questo inizio sgradito, le successive tappe principali della rivoluzione dovevano soddisfarre la visione libertaria:
- 27 novembre 1917 – Il Decreto sul controllo operaio stabilisce i rapporti tra i consigli di fabbrica e la proprietà
- 14 dicembre 1917 – Nazionalizzate le banche
- 15 dicembre 1917 – Fondato il Consiglio supremo dell'economia nazionale (Vesencha) per dirigere la pianificazione
- 23 gennaio 1918 – Nazionalizzata la Marina mercantile
- 2 maggio 1918 – Nazionalizzata l'industria dello zucchero
- 20 giugno 1918 – Nazionalizzato il settore petrolifero

Il 28 giugno 1918 un decreto del Soviet Supremo nazionalizza la grande industria e introduce il comunismo di guerra: viene adottato il razionamento al posto del denaro (che comunque aveva oramai perduto ogni valore e già non era quasi più utilizzato), e le entrate tributarie sono sostituite in agricoltura e artigianato da requisizioni eseguite dalle famigerate squadre annonarie e nell'industria e terziario dal servizio di corvée; la libertà di commercio (praticabile col mezzo del baratto) e di impresa (sottoposta alle requisizioni del prodotto) rimane garantita ma è esplicitamente proibito l'utilizzo di manodopera dipendente (tuttavia la violazione di tale regola verrà spesso pragmaticamente "tollerata" dai bolscevichi in virtù di presunte esigenze produttive nazionali, ma i datori di lavoro saranno marchiati indelebilmente con l'epiteto di parassiti sociali). A questo punto si fanno vedere gli effetti della mancata collettivizzazione delle terre ossia della loro regalia ai "kombedy" criticata dai libertari: subito avviene la prima rivolta contro il comunismo "di guerra", a Balakovo dove i "kombedy" linciano gli esattori bolscevichi; questo tipo di rivolte nel corso dei successivi due anni si susseguiranno una dietro l'altra (in un paese rurale nel quale l'agricoltura era il fondamento) e relativa necessità di reprimerle, coinvolgendo complessivamente alla fine praticamente l'intero territorio russo seppur con cadenze temporali diverse. Successivi passi furono:
- 21 novembre 1918 – Abolito il commercio privato, le sue funzioni sono affidate al Narkomprod (fondato nel dicembre 1917, successivamente rinominato in Gossnab)
- 6 giugno 1919 – L'azienda di stato Goznak ricomincia a stampare valori bollati
- 29 novembre 1920 – Nazionalizzata anche la piccola industria

Ma presto le cose dovevano cambiare: dall'8 al 16 marzo 1921 si svolge il X Congresso del Partito Comunista Russo (bolscevico); Lenin introduce la nuova politica economica che sostituisce il comunismo di guerra: torna l'uso del denaro, inizialmente buoni non convertibili (poiché l'obiettivo dichiarato del governo sovietico rimaneva ufficialmente ancora quello di costruire una società comunista in cui non ci sarebbero stati soldi) denominati "sovznaki" (abbreviazione di "sovetskie znaki", ossia "buoni sovietici"), successivamente (dal 1º novembre 1922, a seguito di riforma monetaria, evento che segna l'ineluttabilità della permanenza della circolazione monetaria) valuta vera e propria denominata "červonec'" (in italiano, desueto: cervone); le requisizioni sono quindi sostituite da imposte computate e versate in certificati cartacei (scemano così le rivolte contadine inerenti). Viene abolito il lavoro coatto e militarizzato (il quale aveva assunto la forma di vera e propria schiavitù e servitù della gleba causa di rivolte al pari delle requisizioni) e sostituito da quello salariato, nelle fabbriche e negli impianti viene introdotta la contabilità dei costi (quindi iniziano ad operare "a scopo di lucro"), ed il loro sistema dirigenziale basato sui caporioni (perlopiù inetti e corrotti) viene sostituito da consigli di amministrazione di nomina ministeriale; la libertà di commercio viene ristabilita (nonostante nel breve periodo di divieto fosse sempre stato ampiamente tollerato sotto forma di mercato nero praticato tramite baratto) e quella di impresa confermata, ma rimane la proibizione dell'utilizzo di manodopera dipendente. Nel 1925 al III Congresso dei Soviet dell'Unione Sovietica viene abolito il divieto di affitto dei terreni di proprietà privata e quello di utilizzo di manodopera dipendente salariata; vengono ridotte le tasse. Fautore di queste riforme liberiste è Nikolaj Ivanovič Bucharin, in piena continuità con la dottrina leninista; Stalin, benché perplesso, non si oppose.
La scelta di abbandonare il comunismo "di guerra" venne presa dopo una lunga serie di ribellioni dei contadini ai quali Lenin aveva regalato la terra nel 1917, tra le quali la più estesa e pericolosa fu l'ultima, quella partita da Tambov, brutalmente repressa anche inondando le foreste di gas asfissiante (le vittime sono stimate in 240 000), la quale inizia nell'agosto 1920 e si estende a est a Samara, Saratov, Caricyn, Astrachan', e Siberia occidentale, rischiando di estendersi a tutto il paese, il suo culmine avviene proprio contemporaneamente al congresso che abolisce le requisizioni, e di conseguenza la rivolta scema in relazione a ciò. Nello stesso tempo (1º-17 marzo), dopo che il mese di febbraio fu agitato da scioperi operai a Pietrogrado, e suggestionati dal susseguirsi di rivolte contadine nel pieno di quella che pareva essere la più pericolosa partita da Tambov e che continuava ad estendersi, avviene l'ammutinamento della base navale di Kronštadt, i cui soldati erano stati tra i più attivi sostenitori della rivoluzione d'ottobre. Il bombardamento della base di Kronštadt da parte dell'Armata Rossa di Lev Trockij è visto da alcuni storici come l'evento che pone fine al periodo rivoluzionario in Russia o quantomeno alla sua fase candida. Gli autori libertari invece interpretano la rivolta come una 4ª rivoluzione vera e propria (dopo quella del 1905, di febbraio, e d'ottobre), fallita, vedendo in tale evento molto più che il caso localizzato e contingente al quale apparentemente si riduce storiograficamente. Una tentata 4ª rivoluzione che, rovesciando i bolscevichi, avrebbe dovuto instaurare il comunismo definitivo ossia evolvendo il comunismo di guerra collettivizzando la terra ma non ritornando al capitalismo (seppur "di stato") come fece Lenin con la NEP. Sebbene successivamente Stalin collettivizzò la terra, lo fece rimanendo per il resto nel medesimo sistema finanziario della NEP, da cui la permanenza delle medesime distorsioni causate dall'esistenza di un'unità di conto, dai libertari imputate quindi anche al sistema stalinista tanto quanto alla NEP. Altro colpo alla visione libertaria fu assestato con lo stakanovismo che introduceva la competizione (che non deve essere confusa con il merito, che è tutt'altro concetto).
Sebbene Lenin avesse inizialmente inteso la NEP come una fase di reflusso solo provvisoria e contingente indotta dall'emergenza delle rivolte contadine, il sistema inizialmente praticato non fu più ripristinato; per questo, nonostante Karl Marx non abbia mai indicato precisamente in cosa dovesse consistere in pratica il sistema comunista, gli interpreti comunisti libertari ritengono che l'abbandono del comunismo di guerra basato sul metodo distributivo del razionamento (ossia secondo loro del comunismo tout court, da evolvere in seguito ma non abbandonare totalmente come, secondo questa interpretazione, invece fece Lenin) abbia rappresentato l'abbandono del sistema comunista stesso, non considerando essi più tale quello che ne seguì ma solo un capitalismo di stato ritenendo essi assolutamente imprescindibile dal sistema comunista l'abolizione del concetto stesso di "unità di conto" conseguentemente rappresentato dal denaro nel suo utilizzo come mezzo di scambio e di accumulazione di valore ("capitale") e quindi inconciliabile con il comunismo la sua esistenza che Marx implicitamente non avrebbe contemplato. Difatti sebbene la dottrina marxista indicasse una società "con accumulazione di capitale" come presupposto fondamentale per la creazione del socialismo, egli non necessariamente si riferiva al capitale finanziario ma al capitale fisico ossia i mezzi di produzione, per questo motivo egli immaginò erroneamente come candidati al comunismo i paesi più ricchi anziché quelli poveri.

Questa interpretazione deriva principalmente dalla teoria marxiana del valore nella quale viene imputata la scarsità non a deficit materiali o produttivi ma unicamente al problema della trasformazione dei valori in prezzi di produzione derivato dalla mercificazione ossia dalla valutazione tramite unità di computo che determinando la considerazione del "costo opportunità" nelle unità marginali dà come conseguenza sovraccumulazione e sottoconsumo, in particolare di forza lavoro, nota come disoccupazione, che verrebbe ad essere essa stessa sia causa unica che conseguenza di sottoconsumo. Lenin stesso disse: 
L'impoverimento non solo non ostacola lo sviluppo del capitalismo, ma, al contrario, è precisamente l'espressione del suo sviluppo
da cui la necessità di continua espansione del mercato per ovviare all'artificialmente indotta diminuita possibilità di allocazione (e quindi di conseguenza anche di proprio approvvigionamento) dovuta unicamente alla scarsità non di beni materiali ma di adeguati mezzi finanziari necessari come mezzo di scambio; da qui l'imperialismo, non a caso definito da Lenin come fase suprema del capitalismo, meccanismo di espansione del mercato che avrebbe dovuto portare al suo crollo nel momento in cui terminava la possibilità di ulteriore espansione, cosa che effettivamente avvenne nel 1929 venendovi posto rimedio (temporaneamente secondo i neo-marxisti che ancora attendono da allora il crollo approssimarsi) col keynesismo mantenendo così in piedi in modo raffazzonato un inefficiente "equilibrio da sottoccupazione" come compromesso atto a ritardare un crollo paventato come inevitabile.

La distribuzione mediante razionamento (ossia distribuendo per suddivisione tutto ciò che viene prodotto, indipendentemente quindi dal potere d'acquisto finanziario dei soggetti fruitori, seppur necessariamente gerarchizzata in base alle quantità disponibili, egualitaristicamente in virtù del motto "ognuno secondo le sue capacità, a ognuno secondo i suoi bisogni") secondo Marx risolverebbe tale distorsione portando quindi automaticamente produttività ed impiego delle risorse perennemente al loro limite massimo possibile ("ottimo paretiano" o "frontiera delle possibilità produttive"). Difatti in tale nuovo contesto produttivo, secondo la visione di Émile Durkheim, le forme precedenti di organizzazione sociale nei rapporti di lavoro verrebbero automaticamente sostituite da quella che egli definì solidarietà contrattuale, nuovo tipo di filosofia del diritto, di tipo organicista, che considerando la teoria del lavoro socialmente necessario esplica in essa il suddetto motto marxiano "ognuno secondo le sue capacità, a ognuno secondo i suoi bisogni": non competizione ed individualismo ma collaborazione ed interdipendenza, sulla base del concetto di Hans Jonas "al principio speranza contrapponiamo il principio responsabilità e non il principio paura" e Marx: 
La vita materiale degli individui, che non dipende affatto dalla loro pura "volontà", il loro modo di produzione e la forma di relazioni che si condizionano a vicenda, sono la base reale dello Stato.

in contrapposizione al meccanismo liberista per come descritto da Benedetto Croce: 
Al liberismo è stato conferito il valore di legge sociale [...] da legittimo principio economico si è convertito in illegittima teoria etica.
E:
Non si può accettare che beni siano soltanto quelli che soddisfano il libito individuale, e ricchezza solo l'accumulamento dei mezzi a tal fine.
Gli fa eco Evgenij Pašukanis nel suo "La teoria generale del diritto e il marxismo", tentativo di reinterpretare il diritto con riferimento alla forma di merce e ai rapporti mercantili-capitalistici, che partendo dal presupposto fondamentale che la regolamentazione giuridica nasce dall'antagonismo degli interessi privati, ne mette in relazione lo sviluppo con l'evolversi dello scambio e dell'economia mercantile atomizzata. Non essendo forme della volontà, ma istituti connessi ai rapporti sociali storicamente esistenti, le forme giuridiche assumevano una loro specifica funzione fino a che i rapporti sociali non fossero mutati.
Harold Joseph Laski aggiunge che il liberismo individualista garantisce soprattutto "la libertà e l'uguaglianza dei detentori di beni" e "il liberalismo è sempre stato influenzato dalla sua tendenza a considerare i poveri come uomini falliti per colpa loro". Anche Adam Smith definì quella vigente come "società di scambio" "nella quale ognuno è un commerciante", a cui Ferdinand Tönnies aggiunse "e ognuno è in una guerra latente verso ogni altro individuo". Già nel 1926 John Maynard Keynes nel suo "La fine del laissez faire" aveva descritto quello che Joseph Schumpeter chiamava "evaporazione della proprietà":
Liberiamoci dai principi metafisici o generali sui quali, di tempo in tempo, si è basato il laissez faire. Non è vero che gli individui posseggano una "libertà naturale" imposta sulle loro attività economiche. Non vi è alcun patto o contratto che conferisca diritti perpetui a coloro che posseggono o a coloro che acquistano. Il mondo non è governato dall'alto in modo che gli interessi privati e sociali coincidano sempre.
Inoltre affermava che nelle grandi società capitalistiche oramai
I proprietari del capitale, ossia gli azionisti, sono quasi interamente dissociati dall'amministrazione, col risultato che l'interesse personale diretto degli amministratori nel conseguimento di grandi profitti diventa del tutto secondario. Quando si è raggiunto questo stadio saranno più considerate dagli amministratori la stabilità generale e la reputazione dell'ente che il massimo di profitto per gli azionisti.
Questo mentre nel sistema sovietico, anche durante il periodo del comunismo "di guerra", l'assenza di un'organizzazione scientifica della distribuzione che fosse alternativa al mercato, con invece una suddivisione non organizzata gerarchicamente ma casuale e caotica che creando iniquità e lasciando aperte nicchie portava dei risvolti che risultavano evidenti nella formazione di lunghe code davanti ai negozi, mentre per quanto riguarda i beni non di prima necessità invece ci si regolava col sistema delle liste d'attesa. Ad esempio per l'acquisto di un'automobile nell'Unione Sovietica degli anni ottanta arrivava il proprio turno per l'acquisto in media dopo tre o quattro anni dalla sua ordinazione. Questa situazione provocava inevitabilmente un esteso mercato nero delle merci, soprattutto di quelle straniere, gestito dall'Organizacija, la mafia russa. Questo sistema consentiva ai ricchi di accedere a prodotti altrimenti irreperibili, tanto meno senza fare la fila. Era quindi tollerato in ambienti politici in quanto i burocrati erano gli unici ricchi. Inoltre in un sistema del genere il capitalismo e i suoi meccanismi di sfruttamento del proletariato non sono soppressi perché il fatto che la proprietà privata dei mezzi di produzione sia abolita e quindi la borghesia non ne abbia più il controllo determina solo la sostituzione della moltitudine dei capitalisti con un unico grande capitalista costituito dallo Stato, il quale diventa quindi il nuovo soggetto che attua lo sfruttamento del proletariato tramite l'appropriazione del plusvalore che continua ad esistere come conseguenza dell'esistenza di un'unità di computo finanziario.
Inoltre nelle aziende statali la direzione del lavoro era affidata a burocrati di nomina politica, in assenza di un vero controllo democratico sovente incompetenti e suscettibili di corruzione e disinteressati al buon funzionamento dell'azienda e alle condizioni dei lavoratori. Questa situazione comportava problemi rilevanti negli stati la cui economia era interamente basata su aziende statali. Il primo è la necessità di mantenere un ambiente illiberale in ambito lavorativo e più esteso in generale in tutta l'organizzazione statale per tacitare le probabili critiche dei lavoratori ai loro dirigenti e quindi a tutto il sistema, determinando la necessità, in assenza di alternative, di ricorrere all'uso della coercizione e rendendo necessaria la pratica di misure liberticide finalizzate a reprimere la difesa di tali interessi particolari lasciati aperti, come le requisizioni ed il lavoro coatto e militarizzato (il quale aveva assunto la forma di vera e propria schiavitù e servitù della gleba causa di rivolte al pari delle requisizioni) ed il loro sistema dirigenziale basato sui caporioni (perlopiù inetti e corrotti). Difatti appena le entrate tributarie furono sostituite in agricoltura da requisizioni eseguite dalle famigerate squadre annonarie si fecero vedere gli effetti della mancata collettivizzazione delle terre. Il secondo riguarda la bilancia commerciale nelle esportazioni coi Paesi capitalisti, deficitaria a causa della vendita sottocosto di prodotti a Paesi capitalisti in cambio di percentuali illegalmente elargite ai dirigenti aziendali dei Paesi statalisti. Questo si sostiene sia il motivo per cui la finanza internazionale ha tollerato (se non sostenuto) la nascita e l'esistenza di Stati totalmente dirigisti fino a quando essi caddero da sé.

### Attualità
L'anarco-comunismo è una delle correnti più grandi dell'anarchismo e conta con militanti in diverse organizzazioni anarchiche esistenti. Tra i sistemi politico-economici più importanti, con una certa rilevanza accademica e sociale, che affondano le proprie radici nell'anarco-comunismo sono l'ecologia sociale e il municipalismo libertario teorizzati da Murray Bookchin e Janet Biehl e la Democrazia Inclusiva di Takis Fotopoulos.
Nelle federazioni di sintesi anarchica si trovano un gran numero di aderenti all'anarco-comunismo, anche se non si considera come linea ufficiale, dato che la sintesi tratta di includere tutte le tendenze dell'anarchismo, come l'Internazionale delle federazioni anarchiche (IFA).
Le federazioni piattaformiste generalmente inseriscono nel proprio nome il termine "anarco-comunista", anche se la loro proposta organizzativa diverge dalle altre tendenze dell'anarco-comunismo. Tra le federazioni esistenti di questo tipo, ci sono le organizzazioni che fanno riferimento al progetto Anarkismo.net: in Italia è attiva dal 1986 Alternativa Libertaria/FdCA.
Nel 1977, nascita di Radio Primitive a Reims (prima era chiamata Radio Manivesle), radio pirata, sotto l'impulso di un gruppo di affinità, collegato all'associazione L'Egregore (membro dell'OCL Organizzazione Comunista Libertaria).